# 맥밀런 출판사
맥밀런 출판사(영어: Macmillan Publishers)는 영국의 출판사이다.